# National Women's League
La National Women's League (Ligue Nationale des Femmes en francés) es la principal competición de rugby femenino en Canadá. Al igual que en la competición masculina, el torneo es famoso por su gran rivalidad entre anglos y nacionalistas francos.

## Organización
No participan ni las diez provincias canadienses ni las cuatro regiones del país, en cambio se pueden decir que hay cinco equipos representativos de regiones de todo Canadá. Estas compiten por la Copa Nacional y a su vez existen tres divisiones: Premier, Senior y U20.
La temporada regular va de julio a agosto y no hay postemporada. Las mujeres que destacan en el Torneo Inter-universitario Canadiense Sports (CIS) pueden integrar las selecciones provinciales y con seguridad son convocadas.

### Equipos
- Alberta: integrado por jugadoras de la Provincia de Alberta.
- British Columbia: integrado por jugadoras de la Provincia de la Columbia Británica.
- Ontario: integrado por jugadoras de la Provincia de Ontario.
- Prairies: integrado por jugadoras de las Provincias de Manitoba y Saskatchewan.
- Québec: integrado por jugadoras de la Provincia de Quebec.

## Campeonas
El torneo de 2015 no se realizó debido a la Copa Mundial masculina de Inglaterra ya que la Rugby Canada destinó los fondos económicos para la preparación física de los Canucks.
| - 2007: British Columbia - 2008: British Columbia - 2009: Ontario - 2010: British Columbia - 2011: Alberta - 2012: Ontario | - 2013: Québec - 2014: Ontario - 2015: No se disputó - 2016: Québec - 2017: ? |